# Djøfisering
Djøfisering er en proces i en organisation, hvor ledelsen bliver domineret af jurister, økonomer og folk med en statskundskabsuddannelse på bekostning af folk med uddannelse inden for organisationens hovedområde (fagbureaukrater).
Ordet "djøfisering" er afledt af den faglige organisation Djøf (tidligere en forkortelse for Danmarks Jurist- og Økonomforbund, men nu det formelle navn) og bruges ofte negativt.
Ordet fremkom i 1990'erne og var specielt forbundet med ledelsen i den offentlige sektor, måske særligt sundheds- og hospitalssektoren, hvor "djøffere" overtog ledelsen, mens den lægefaglige repræsentation i ledelsen blev reduceret.
En tidlig brug af ordet er sporet til Politiken den 15. november 1998, mens det tilknyttede udsagnsord "djøfisere" er at finde et par år før i Ekstra Bladet Express den 11. juli 1996.
Den humoristiske fortæller Per Helge Sørensen har haft stand-upshows, hvor han satirisk behandler djøfiseringen under titlen "Djøf med løgn".